# Cantón de Marquise
El cantón de Marquise era una división administrativa francesa, que estaba situada en el departamento de Paso de Calais y la región de Norte-Paso de Calais.

## Composición
El cantón estaba formado por veintiuna comunas:
- Ambleteuse
- Audembert
- Audinghen
- Audresselles
- Bazinghen
- Beuvrequen
- Ferques
- Hervelinghen
- Landrethun-le-Nord
- Leubringhen
- Leulinghen-Bernes
- Maninghen-Henne
- Marquise
- Offrethun
- Rety
- Rinxent
- Saint-Inglevert
- Tardinghen
- Wacquinghen
- Wierre-Effroy
- Wissant

## Supresión del cantón de Marquise
En aplicación del Decreto n.º 2014-233 de 24 de febrero de 2014, el cantón de Marquise fue suprimido el 22 de marzo de 2015 y sus 21 comunas pasaron a formar parte del nuevo cantón de Desvres.